# Прапор Шепетівки
Пра́пор Шепетівки — офіційний символ міста Шепетівки (райцентр Хмельницької області), затверджений сесією міської ради 14 грудня 1995 року.
Авторська група: М. Бондарець, В. Кашперук, В. Ільїнський, А. Гречило та В. Осінський.

## Опис прапора
У квадратному полотнищі жовтий вилоподібний хрест (товщина рамен становить 1/4 сторони прапора), у верхньому червоному полі білий рівнораменний розширений хрест (розмах рамен рівний 1/5 сторони прапора), поле від древка зелене, з вільного краю — синє.

## Зміст
Вилоподібний хрест символізує три автомагістралі, на перетині яких розташоване місто. Зелене поле означає ліси, а також свободу, надію і сподівання. Синє поле є символом мирної праці, щирості, слави і честі. Червоне поле уособлює силу, мужність і хоробрість, а разом із хрестом підкреслює приналежність Шепетівки до історичної Волині.

## Джерело
- Гречило А. Герби та прапори міст і сіл України. — Львів, 2020. — Ч. 2. — С. 101.
- Сайт УГТ